# Парфянська мова
Парфійська мова — мертва іранська мова. Була офіційною мовою парфянської держави Аршакідів у ІІІ ст. до н.е. — ІІІ ст. н.е. Використовувалася на території сучасних Ірану, Вірменії, частини Іраку і Середньої Азії. У III—IV ст. продовжувала частково використовуватися в Сасанідській імперії.